# Lepidium foliosum
Lepidium foliosum là một loài thực vật có hoa trong họ Cải. Loài này được Desv. mô tả khoa học đầu tiên năm 1815.